# Avdejeva (site)
De Avdejeva-site (Russisch: Авдеевская стоянка, Avdejevskaja Stojanka, vaak foutief geschreven als Avdejevo) is een laatpaleolithische vindplaats nabij het dorp Avdejeva, in het district Oktjabrski van de oblast Koersk, op ongeveer 40 km afstand van de stad Koersk. Vanwege de overeenkomsten met de Kostjonki-sites in de oblast Voronezj werd de overeenkomstige archeologische cultuur Kostjonki-Avdejeva genoemd.
De site werd ontdekt door de lokale historicus Vladimir Samsonov op 18 juni 1941, een paar dagen voor het begin van de Grote Vaderlandse Oorlog. Op die dag werden vooral mammoetbotten opgegraven: schouders, ribben, tanden en slagtanden, maar ook fragmenten van vuursteen en afgewerkte gereedschappen die ervan werden gemaakt.
Een volledige wetenschappelijke verkenning van de site vond plaats na het einde van de vijandelijkheden. In 1946-1948 ontdekte de Desna-expeditie onder leiding van Michail Vojevodski een ovaalvormige nederzetting met een oppervlakte van 800 m². Aan de rand werden halve dug-outs geïdentificeerd. Onder de ontdekte artefacten bevinden zich zogenaamde paleolithische Venussen met duidelijk te onderscheiden gelaatstrekken, een mammoetbeeldje, een verscheidenheid aan stenen, vuurstenen en benen werktuigen, evenals sieraden. De leeftijd van de vondsten werd geschat op 23-22.000 jaar.
Naast de Avdejeva-site (complexen 1 en 2) omvat het Gmelin-interstadiaal (23.000-21.000 BP) in het centrum van het Russisch Laagland de sites Zarajsk, Karatsjarovo, Penski, Tsjoelatovo 1, de Kostjonki-sites, Jelisejevitsji 1 en 2, Oktjabrskoje 2 laag 1, Novgorod-Severski, Kljoesy en Gagarino.
De vindplaatsen Avdejeva, Mezjyritsj, Dobranitsjevka, Timonovka 1-2, Soeponevo, Joedinovo, Gontsy, Kievokirillovskaja, Mezin, Radomysjl, Poesjkari 1, Berdyzj en Chotyljovo 2 vormen de Dnjepr-Desna-regio van mammoetjagers.

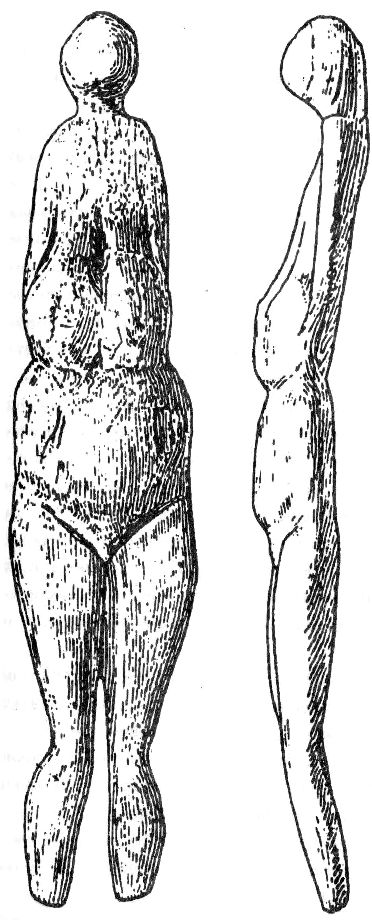
paleolithische Venus van de Avdejeva-site